# Faronta albilinea
Faronta albilinea är en fjärilsart som beskrevs av Jacob Hübner 1827. Faronta albilinea ingår i släktet Faronta och familjen nattflyn. Inga underarter finns listade i Catalogue of Life.